# ت
La tāʾ (en árabe تاء, tāʾ [taːʔ]) es la tercera letra del alfabeto árabe. Representa un sonido obstruyente, oclusivo, dental y sordo. En la numeración abyad tiene el valor de 400.
En ocasiones se la denomina tāʾ maftūḥa (تاء مفتوحة, «tāʾ abierta») para distinguirla de la tāʾ marbūṭa (ة), grafía compuesta de los dos puntos de la tāʾ sumados a la hāʾ. La forma plural de la letra árabe ت es tāʼāt (تاءات), un palíndromo.

## Uso
La secuencia ـَتْ final (fatha más tāʼ con sukun) pronunciado /at/, aunque normalmente se omiten los signos diacríticos) se usa para marcar el género femenino de los verbos en tercera persona en tiempo pasado o forma perfectiva, mientras que el final تَ (tāʼ-fatḥa, /ta/) se utiliza para marcar verbos masculinos en tiempo pasado en segunda persona del singular, el final تِ (tāʼ-kasra, /ti/) para marcar verbos femeninos del singular en segunda persona en pasado y el final تُ  (tāʼ-ḍamma, /tu/) para marcar verbos en primera persona del singular en pasado. 
Recientemente, la forma aislada de la letra ت se ha utilizado en línea como emoticono, porque se asemeja a una cara sonriente.

## Transliteración
Suele ser transliterada como t de forma universal. Por ejemplo se translitera  «tabel», (en árabe تابل), que significa especia.